# Christian Baeckeroot
Christian Baeckeroot, né le 26 août 1939 à Veyrines-de-Domme (Dordogne), est un homme politique français.
Engagé à l'extrême droite, il est député du Nord de 1986 à 1988.

## Biographie

### Carrière professionnelle
Christian Baeckeroot est reçu au concours de l'École spéciale militaire de Saint-Cyr à l'été 1958. Il sort de cette institution en juillet 1960 avec le grade de sous-lieutenant et part servir en Algérie.
Il exerce ensuite la profession d'expert-comptable après avoir repris des études à son départ de l'armée en 1962.

### Parcours politique
De sensibilité solidariste, il a fait partie du bureau politique de l'Alliance républicaine pour les libertés et le progrès. Il est directeur du Front national de la jeunesse (FNJ) de 1973 à 1983. En 1985, il devient trésorier du Front national.
L'introduction de la proportionnelle aux élections législatives de 1986 lui permet d'être élu député dans le Nord sur la liste du FN.
Il perd son siège en 1988 après le retour du scrutin majoritaire. Il se présente en 1988, 1993, 1997, 2002, 2007 et 2017 dans la dixième circonscription du Nord, et en 2012 dans la quatrième circonscription d'Eure-et-Loir, mais n'est pas parvenu à se faire réélire à ce jour.
Il est exclu du FN en 2006, et rejoint à sa création en 2009 le Parti de la France de Carl Lang, dont il est membre du bureau politique. Il recueille l'un des meilleurs scores du parti lors des élections cantonales de 2011.
Candidat aux élections sénatoriales de 2011 dans le Nord, en septième position sur la liste de l'Union de la droite nationale, puis de nouveau à celles de 2017, en treizième position sur la liste du Parti de la France, il ne parvient pas à être élu au Sénat.

### Vie privée
Christian Baeckeroot est marié à Myriam Baeckeroot, candidate sur la liste FN aux élections européennes de 1984, ancienne conseillère municipale de Conflans-Sainte-Honorine et trésorière du PDF.
Il est le frère de Guy Baeckeroot, qui fut l'agent comptable de Radio Courtoisie.

## Ouvrages
- Avec Pierre Ceyrac, Bruno Chauvierre et Jean Durieux (préf. Jean-Marie Le Pen), À droite pour la France, pour le Nord, Paris, Albatros, 1986, 140 p. (SUDOC 001148796).
- Famille : pour une politique familiale, Paris, Éditions nationales, coll. « Études et argumentaires », 1992, 84 p. (ISBN 2-909178-13-7).